# Talijani (Tuzla, BiH)
Talijani odnosno Gospić(i) su naselje grada Tuzle, nekadašnje selo.

## Zemljopisni položaj
Nalazi se s južne strane rijeke Jale. Prema istoku su Tanovići, Simin Han i Čaklovići donji. Prema sjeveru s druge strane rijeke su Križani. Zapadno su Slavinovići. Cestom prema jugu dolazi se u Momanovo. Iznad je vrh Šiljci (515 m).

## Povijest
Ime Talijani dobilo je prema talijanskim obiteljima koje su se ovdje naselile. Donedavno ovdje je bilo par kuća. Danas je ovdje podignuto pored više uskih uličica mnogo individualnih objekata.
Nalazi se na spoju urbanog (Slavinovići) i ruralnog (Simin Han) područja grada Tuzle.